# Sanjo (stad)
Sanjō (Japans: 三条市, Sanjō-shi) is een stad in de prefectuur Niigata in Japan.
De stad is 432,01 km² groot en heeft 103.558 inwoners (2007). De rivier Shinano loopt door het westelijke deel van de stad.

## Geschiedenis
Op 18 december 1828 wordt Sanjō getroffen door een aardbeving.
Op 1 april 1889 worden 30 dorpen samengevoegd tot de gemeente (machi).
Sanjō is sinds 1 januari 1934 een stad (shi).
In januari 1963 krijgt Sanjō te maken met een record aan sneeuw.
Op 15 november 1982 start de shinkansen treinverbinding met Tokio en Niigata via het station Tsubame-Sanjō.
Op 12 en 13 juli 2004 zorgt zware regenval in Niigata en Fukushima voor grootschalige overstromingen in Sanjō. 
De gemeente Sakae en het dorp Shitada worden toegevoegd aan Sanjō.

## Stedenbanden
Sanjō heeft een stedenband met:
- Vaughan in Ontario, Canada (vanaf 18 oktober 1993)
- Ezhou in de provincie Hubei, China (vanaf 28 april 1994)

## Verkeer
Sanjō ligt aan de Jōetsu-shinkansen, de Shinetsu-lijn en Yahiko-lijn van East Japan Railway Company.
Sanjō ligt aan de Hokuriku-autosnelweg en aan de  autowegen 8, 17, 289, 290 en 403.